# شڭران
شڭران هي قرية مغربية غرب المملكة. تنتمي شڭران لإقليم خريبكة. تضم هذه الجماعة القروية 8.113 نسمة (إحصاء 2004).